# In the Mood (canción de Rush)
«In the Mood» es una canción de la banda canadiense de rock progresivo Rush.  Se publicó originalmente como tema del álbum del mismo nombre en 1974.  Fue escrita por el vocalista y bajista Geddy Lee. Moon Records lo lanzó como sencillo en Canadá y la discográfica Mercury Records en los Estados Unidos y Europa en el mismo año.
Este sencillo contiene el mismo tema en ambos lados del vinilo, la diferencia es que en la cara A se enlista en sonido monoaural, mientras que en el lado B se escucha en sonido estereofónico.
A diferencia de su antecesor, «In the Mood» si entró en las listas canadienses y llegó hasta el lugar 31.º de los 100 sencillos más populares de la Revista RPM el 19 de abril de 1975.

## Recepción de la crítica
En la crítica retrospectiva de Allmusic se comenta que «In the Mood» era una composición ‹simple y predecible› y que Neil Peart era indudablemente la pieza restante en el rompecabezas de Rush, con todo y que Lee y Lifeson ya eran grandes instrumentalistas.

## Lista de canciones

### Lado A
| Side one |                                  |              |          |  |
| N.º      | Título                           | Escritor(es) | Duración |  |
| 1.       | «In the Mood» (sonido monoaural) | Geddy Lee    | 3:16     |  |

### Lado B
| Side one |                                      |              |          |  |
| N.º      | Título                               | Escritor(es) | Duración |  |
| 2.       | «In the Mood» (sonido estereofónico) | Geddy Lee    | 3:16     |  |

## Créditos
- Geddy Lee — voz y bajo
- Alex Lifeson — guitarra
- John Rutsey — batería y percusiones

## Listas
| Año  | País   | Lista       | Posición máxima |
| ---- | ------ | ----------- | --------------- |
| 1975 | Canadá | Revista RPM | 31.º            |